# Фролов, Иван Павлович
Иван Павлович Фролов (22 июля 1925, Уварово, Тамбовская губерния — 31 октября 2015, Тамбов) — советский военный. В Рабоче-крестьянской Красной армии и Советской армии служил с марта 1943 года по апрель 1950 года. Участник Великой Отечественной войны. Полный кавалер ордена Славы. Почётный гражданин города Уварово Тамбовской области (2011). Воинское звание — гвардии подполковник в отставке.

## Биография
Родился в селе Уварово Борисоглебского уезда Тамбовской губернии РСФСР СССР (ныне город, административный центр Уваровского района Тамбовской области Российской Федерации) в крестьянской семье. Русский. Окончил 9 классов школы в 1942 году. До призыва на военную службу работал в местном колхозе.
В ряды Рабоче-крестьянской Красной Армии И. П. Фролов был призван Уваровским районным военкоматом Тамбовской области в марте 1943 года. До декабря проходил боевую подготовку в частях запаса, затем с маршевой ротой был направлен на 1-й Украинский фронт.

### На фронтах Великой Отечественной войны
Боевой путь младший сержант И. П. Фролов начал на Правобережной Украине автоматчиком роты автоматчиков 7-го гвардейского воздушно-десантного стрелкового полка 2-й гвардейской воздушно-десантной дивизии. Боевое крещение принял в январе 1944 года во время Корсунь-Шевченковской операции. Затем участвовал в Проскуровско-Черновицкой операции, в составе своего подразделения освобождал город Проскуров.
В начале апреля части дивизии вышли к предгорьям Карпат юго-западнее Коломыи, создав угрозу транспортным коммуникациям противника, связывавшим группы армий «Северная Украина» и «Южная Украина». Противник, стремясь удержать контроль над шоссейными и железными дорогами, яростно контратаковал. На одной из безымянных вершин в течение нескольких дней сдерживала натиск врага группа из тринадцати советских автоматчиков, в составе которой сражался и гвардии младший сержант Фролов. Гвардейцы не только отразили все контратаки немцев, но и существенно улучшили свои позиции. На соседней вершине располагался ключевой опорный пункт немецкой обороны, с которого противник контролировал окружающую местность. Его-то они и решили захватить неожиданным ударом. Тёмной апрельской ночью советские автоматчики спустились со своей высоты по крутому склону и по почти отвесной скале подобрались к вражеским траншеям. Немцы были настолько уверены в своей безопасности, что даже не выставили часовых. Это позволило бойцам группы окружить блиндажи, где ночевали немецкие солдаты, и закидать их гранатами. Часть личного состава немецкого гарнизона была уничтожена, а семнадцать солдат неприятеля и 2 офицера сдались в плен. Утром к месту ночной атаки подошли основные силы полка. Продолжив наступление, к середине апреля они вышли к границе с Чехословакией и закрепились на подступах к Яблоницкому перевалу. В позиционных боях в этом районе в мае 1944 года Иван Павлович был ранен и эвакуирован в госпиталь. После излечения он вернулся в свой полк и был определён бойцом в расчёт 82-миллиметрового миномёта 3-го батальона. Осваивал новую для себя специальность миномётчика Иван Павлович непосредственно на поле боя, пройдя за оставшийся год войны путь от заряжающего до командира миномётного расчёта. Отличиться ему удалось уже в августе 1944 года во время Львовско-Сандомирской операции в боях в Покутско-Буковинских Карпатах.

### Орден Славы III степени
Летом 1944 года 2-я гвардейская воздушно-десантная дивизия в трудных условиях горно-лесистой местности вела тяжёлые бои с частями 1-й венгерской армии на юге Станиславской области. В ходе начавшейся 13 июля Львовско-Сандомирской операции гвардейцы полковника С. М. Чёрного прикрывали фланг своей 18-й армии от атак противника на рубеже Делятин—Яблонув, одновременно продолжая отвоёвывать в Украинских Карпатах ключевые высоты, каждая из которых была превращена венграми в мощный опорный пункт. 2 августа пехотный батальон мадьяр, используя сложный рельеф местности, просочился в тыл 7-го гвардейского воздушно-десантного стрелкового полка, намереваясь неожиданным ударом разгромить 8-ю роту, которая штурмовала сильно укреплённый населённый пункт Нижний Березув. Однако корректировщик артогня вовремя обнаружил противника и поднял тревогу. Моментально сориентировавшись в боевой обстановке, заряжающий Фролов вынес свой миномёт на открытую позицию и быстро установил его в боевое положение, дав возможность расчёту открыть шквальный огонь по скоплению врага. Следом огонь по противнику открыли и другие расчёты миномётной роты. Однако, спасая положение, миномётчики быстро израсходовали весь боезапас. Противник вновь усилил натиск на 8-ю роту. Выручил ездовой И. А. Егоров, который под сильным пулемётным огнём сумел доставить на позицию артиллеристов новые ящики с минами. Миномётная рота вновь обрушила на врага град снарядов, под прикрытием которого гвардейцы Фролов, Егоров и ещё четыре бойца с личным оружием устремились наперерез мадьярам. По дороге Иван Павлович захватил ручной пулемёт, из которого вёл губительный огонь по врагу. Попав в огневой мешок, неприятель стал бросать оружие и капитулировал. В плен сдались более 150 венгерских солдат и офицеров. За отличие в бою приказом от 31 августа 1944 года гвардии младший сержант И. П. Фролов был награждён орденом Славы III степени.

### Орден Славы II степени
В течение августа-октября 1944 года 2-я гвардейская воздушно-десантная дивизия в составе 18-й армии вновь образованного 4-го Украинского фронта вела бои за карпатские перевалы. Под Ворохтой Иван Павлович был ранен, но быстро вернулся в строй. После установления контроля над Яблоницким перевалом гвардейцы полковника Чёрного были переброшены в район населённых пунктов Нижни Верецки и Вижни Верецки, откуда 8 октября в рамках Карпатско-Ужгородской операции перешли в наступление общим направлением на Мукачево. К 18 октября частям дивизии удалось прорвать мощную оборонительную линию «Арпад» и перевалить через Главный Карпатский хребет. В боях на территории Чехословакии 7-й гвардейский воздушно-десантный полк особенно отличился при взятии города Ужгорода, за что получил почётное звание «Ужгородский». В начале ноября десантники продолжили наступление в направлении Кошице, но мощное контрнаступление противника вынудило командование фронта вернуть их под Ужгород. 20 ноября, наступая на город Чоп, полк под командованием гвардии подполковника С. Г. Крыпаева атаковал венгерские позиции у села Тяглаш. В ходе боя гвардии младший сержант И. П. Фролов, заменивший выбывшего из строя наводчика, продемонстрировал высокое воинское мастерство, метким огнём из батальонного миномёта подавив четыре пулемётные точки и рассеяв до взвода вражеской пехоты, при этом 30 венгерских солдат сдались в плен.
Сломив сопротивление неприятеля, 23 ноября части 18-й армии вторично овладели важным транспортным узлом городом Чоп и продолжили наступление на запад уже в рамках Будапештской операции. Гвардии младший сержант Фролов в составе своего подразделения форсировал реки Бодрог и Гернад, штурмовал венгерский город Шаторальяуйхей. К 14 января 1945 года 7-й гвардейский воздушно-десантный стрелковый полк вышел в район села Мокранце (Mokrance) юго-западнее Кошице. Расчёт 82-миллиметрового миномёта, в котором воевал Иван Павлович, в боях за населённый пункт в составе своей миномётной роты умело поддерживал действия одного из стрелковых батальонов полка. Искусно маневрируя на поле боя и быстро меняя огневую позицию, наводчик Фролов меткой стрельбой буквально парализовал огневую деятельность врага, чем способствовал продвижению своей пехоты. В ходе наступления миномётная рота вырвалась далеко вперёд и 19 января в результате контрудара противника была отрезана от основных сил полка. Однако сдаваться миномётчики не собирались. Заняв выгодные позиции, они обрушивали на немцев град огня, всякий раз заставляя их откатываться на исходные позиции. До наступления темноты гвардейцы отбили две контратаки неприятеля, нанеся ему большой урон в живой силе и технике. Ожесточённая перестрелка продолжалась всю ночь, а незадолго до рассвета противник под покровом темноты при поддержке своей артиллерии вновь пошёл в атаку. В ходе боя обе стороны несли большие потери. В расчёте, где наводчиком был Иван Павлович, в строю остались только он и заряжающий, но и вдвоём они продолжали вести огонь с прежней интенсивностью, пока к концу не подошёл боезапас. Группе из 15 немецких солдат удалось вплотную подобраться к огневой позиции Фролова, но Иван Павлович со своим заряжающим продолжали отбивать натиск врага огнём из автоматов и гранатами. Положение миномётчиков становилось критическим, но вовремя подоспели на помощь основные силы полка. Под натиском десантников противник бежал, оставив на поле боя до сотни убитых и раненых.
За этот подвиг Иван Павлович едва не остался без награды из-за часто менявшихся в этот период командиров полка. Только три с лишним месяца спустя, 29 апреля 1945 года, заместитель командира полка по строевой части гвардии подполковник И. С. Мананников, временно исполнявший должность командира полка, представил миномётчика Фролова к ордену Славы II степени. По всей видимости, Иван Степанович не знал, что к этому времени И. П. Фролов за новые подвиги уже был представлен к аналогичной награде. Приказ о награждении был подписан 20 мая 1945 года.

### Орден Славы I степени
К февралю 1945 года 2-я гвардейская воздушно-десантная дивизия, вероятно, была выведена в резерв 4-го Украинского фронта. 24 марта 1945 года в рамках Моравско-Остравской операции она была брошена на прорыв сильно укреплённой и глубокоэшелонированной обороны противника на рубеже Зорау—Лослау. 26 марта командир миномётного расчёта гвардии сержант И. П. Фролов в бою за населённый пункт Вильхва, умело командуя своими бойцами, меткими выстрелами разбил 3 станковых и 3 ручных пулемёта, подавил огонь двух миномётных батарей, а также истребил 13 вражеских солдат, чем дал возможность своему полку продвинуться вперёд. На следующий день при взятии опорного пункта немецкой обороны села Мшанна Иван Павлович смело выдвинул свой миномёт на прямую наводку и открыл губительный огонь по скоплению немецкой пехоты, за короткое время уничтожив станковый пулемёт, противотанковое ружьё и 7 военнослужащих вермахта. Благодаря самоотверженной работе гвардейского расчёта Фролова и других расчётов миномётной роты 7-й гвардейский воздушно-десантный стрелковый полк успешно продвигался к Одеру, по дороге взяв хорошо укреплённые опорные пункты противника Грос Турце, Красковиц и Белшниц.
За образцовое выполнение боевых заданий командования и проявленные в боях воинскую доблесть и личное мужество 4 апреля 1945 года командир полка гвардии полковник В. Е. Савченко представил гвардии сержанта И. П. Фролова к ордену Славы 2-й степени. Тем временем ситуация на участке наступления дивизии резко осложнилась. Противник, подтянув крупные резервы, яростно контратаковал и сумел остановить дальнейшее продвижение советских войск. Только в середине апреля 1945 года гвардейцы полковника Чёрного сломили сопротивление немцев и 19 апреля форсировали Одер в районе населённого пункта Одрау. К концу месяца, после ожесточённых боёв за плацдарм на западном берегу реки, части дивизии вышли в район населённого пункта Льготка (Lhotka) к северо-западу от Моравска-Остравы, где 30 апреля вторично форсировали Одер. Миномётный расчёт гвардии сержанта Фролова в числе первых преодолел водную преграду. Быстро заняв огневую позицию, Иван Павлович со своими бойцами огнём орудия прикрыл наведение понтонной переправы, по которой стрелковые подразделения успешно переправились на левый берег и завязали бой непосредственно на окраине Моравска-Остравы. В тот же день город был полностью очищен от противника.
После взятия Моравска-Остравы 2-я воздушно-десантная дивизия продолжила наступление на запад в рамках Пражской операции. До 11 мая гвардии сержант Фролов участвовал в ликвидации крупной группировки противника, окружённой восточнее Праги. Боевой путь он завершил на территории Чехословакии недалеко от городка Цвиттау. Месяц спустя, 11 июня 1945 года, приказом войскам 18-й армии Иван Павлович был повторно награждён орденом Славы II степени. Полным кавалером ордена Славы гвардеец-артиллерист стал только десять лет спустя: 19 августа 1955 года указом Президиума Верховного Совета СССР И. П. Фролов был перенаграждён орденом Славы I степени.

### После войны
После войны И. П. Фролов остался в армии. Служил в Прикарпатском военном округе. В запас уволился в звании гвардии старшины в апреле 1950 года, в 2000-х годах ему присвоили воинское звание гвардии подполковника в отставке. Уволившись из вооружённых сил, Иван Павлович вернулся в Уварово. Работал на различных должностях в районном финансовом отделе. В 1964 году окончил Высшую партийную школу при ЦК КПСС, после чего трудился на различных партийных и административных должностях. Избирался депутатом в местные органы власти, в период с 23 ноября 1966 года по 24 июля 1967 года занимал должность председателя исполкома Уваровского городского Совета депутатов трудящихся. Был заместителем редактора районной газеты. Затем до выхода на пенсию работал в тресте «Уваровхимстрой» инженером и начальником отдела кадров. Выйдя на заслуженный отдых, Иван Павлович активно участвовал в ветеранском движении, дважды избирался председателем районного Совета ветеранов войны, труда, военной службы и правоохранительных органов. 27 октября 2011 года И. П. Фролову Уваровским городским Советом народных депутатов присвоено звание «Почётный гражданин города Уварово Тамбовской области». С октября 2012 года ветеран постоянно проживал в Тамбове. Являлся последним здравствующим полным кавалером ордена Славы в Тамбовской области.
Умер 31 октября 2015 года в Тамбове. Похоронен в Уварово.

## Награды и звания
- Орден Отечественной войны I степени (1985)[5];
- орден Славы I степени (19.08.1955)[1];
- орден Славы II степени (20.05.1945)[10];
- орден Славы III степени (31.08.1944)[9].
- Медали, в том числе:

медаль «За отвагу» (13.01.1945);
медаль «За победу над Германией в Великой Отечественной войне 1941—1945 гг.».
- Почётный гражданин города Уварово (27.10.2011)[5][7].

## Признание заслуг
- Бюст И. П. Фролова установлен на Аллее Героев в городе Уварово[2][7][19].

## Документы
- Общедоступный электронный банк документов «Подвиг Народа в Великой Отечественной войне 1941—1945 гг.» Дата обращения: 21 декабря 2014. Архивировано из оригинала 13 марта 2012 года.

Орден Славы 2-й степени (приказ от 11 июня 1945 года).
Орден Славы 2-й степени (приказ от 20 мая 1945 года).
Орден Славы 3-й степени.
Медаль «За отвагу».